# Colegio Oficial de Médicos de Lérida
Colegio Oficial de Médicos de Lérida (en catalán: Col·legi Oficial de Metges de Lleida) es una corporación de Derecho Público de carácter profesional que nació en 1898 y tiene su sede en el número 41 de la avenida Rovira Roure de Lérida.

## Colegiación
En 2018 pertenecían al mismo 1804 colegiados.

## Funciones
El Colegio Oficial de Médicos de Lleida asume, entre otros, y en su ámbito territorial las funciones siguientes: la representación de los médicos colegiados, de todos aquellos que ejerzan la profesión médica en el territorio del Colegio Oficial de Médicos de Lleida, según la legislación vigente y los mismos Estatutos, ante las autoridades y los organismos públicos, y también ante entidades privadas o particulares en la defensa de los intereses profesionales y el prestigio de todos los colegiados o cualquiera de ellos. También vela por la igualdad de derechos y deberes de sus colegiados, así como la solidaridad y ayuda mutua.

## Actividades
Entre sus actividades, en 2018 patrocinó la Jornada Jesús Montoliu del Institut de Recerca Biomèdica de Lleida (IRBLleida).
Recibió la Cruz de Sant Jordi en 2004.